# 川裕一郎
川 裕一郎（かわ ゆういちろう 1971年10月27日 - ）は、日本の政治家、実業家。元石川県議会議員（5期）、参政党副代表。石川県金沢市出身。

## 概要
藤花学園尾山台高等学校を経て北陸コンピュータ専門学校を卒業。地元の情報通信企業に就職して会社役員にまでなるが、人生を懸ける仕事でないと実感して退職。
情報通信企業退職後に福祉の資格を取り福祉関連会社を設立して代表取締役に就任。福祉の現場で弱者に光が当たっていないことを目の当たりにしたために、社会を変えるために政治家になることを決意。2007年の金沢市議会議員選挙に民主党公認で出馬し、4984票を得てトップ当選。
2008年に北朝鮮に拉致された日本人を救出するための全国協議会の金沢支部設立、支部代表として活動。
2009年に稲盛和夫が塾長の盛和塾に入塾。
2010年に龍馬プロジェクトに参加して北信越ブロック長に就任。後に全国会副会長になる。そして政治に一生を捧げることを改めて誓う。11月出版の『龍馬プロジェクト―超党派の若手政治家たちが日本再興の大きなうねりを創りだす!』を共著。
2011年、4月10日に投開票が行われた石川県議会議員選挙に民主党公認で出馬し、当選。2012年にジョージタウン大学日米リーダーシッププログラムを修了。
所属していた民主党では、石川県連青年局長などを務めた。
2014年石川県知事選挙に対し、かねてより川は出馬の意向を示していたものの、2013年12月15日に所属する民主党県連が現職の谷本正憲を推薦。川は同党を離党し、12月26日に県庁で会見を開いて立候補することを表明した。告示日である2014年2月27日に立候補を届け出て、県議を自動失職。結果は3人中2位で落選。
2014年9月26日に告示され、10月5日に投開票が行われた石川県議会議員補欠選挙（欠員3）に立候補し、トップ当選を果たして県議に返り咲いた。2015年の県議選では、10891票を獲得して得票数2位で再選（3選）。2019年3月29日告示・4月7日投開票の2019年石川県議会議員選挙では、5952票と前回選から大きく票数を減らしたものの得票数16位の最下位で再選を果たした（4選）。
2020年に結党された参政党のボードメンバー。2023年にボードメンバーが入れ替わるが川はボードメンバーに残る。
2023年4月には参政党が結党されて初となる統一地方選挙が行われ、同党公認で石川県議会議員選挙に出馬して8501票を得て6位で当選(5選)。。
2023年11月に石川県知事の馳浩が東京2020オリンピック競技大会の招致活動で国際オリンピック委員会委員に内閣官房報償費を使って贈答品を渡したという発言をして後に撤回された際には、知事は自分の言葉で説明してもっと言葉に責任を持つべきと述べる。
2024年時点で参政党副代表。
2025年5月9日に行われる、結党以来初めてとなる参政党の代表選挙に立候補した。開票の結果、現職の神谷宗幣169票、衆議院議員の吉川里奈45票、川36票となり、神谷の代表続投が決まった。同年5月28日、参政党は夏の第27回参議院議員通常選挙比例代表に川を擁立すると発表した。7月20日の投開票の結果、参政党は比例区で7議席を獲得する躍進を果たしたものの、川の得票数は23,819票であり、7位の後藤翔太と211票差で党内の得票数8位となったため落選した。